# الانتخابات النيابية الأردنية 1997
جرت انتخابات المجلس النّيابي الثّالث عشر عام 1997م، وشهد هذا المجلس انتقال السلطة إلى الملك عبد الله الثاني عام 1999م، وتعاقب على رئاسته سعد هايل السرور، وعبد الهادي المجالي.

## سمات المجلس النّيابي الثّالث عشر
بلغت نسبة المشاركة في انتخاب المجلس الثالث عشر عام 1997م 45%، واعتُبرت هذه النسبة مُتدنيّة،  بالرغم من أنّها لا تختلف كثيرًا عن نسبة الاقتراع في الانتخابات البرلمانيّة الأردنيّة لدورتي 1989م و1993م، ولا عن بعض الدّول العربيّة الشبيهة، لكنّها تُعدّ مخيبة للآمال في دولةٍ كالأردن شهدت بدايات التّحوّل الديمقراطي، وقد جاءت نسبة تدنّي المُشاركة في المُدن أكثر من الأرياف والبادية.
بلغ عدد المُرشّحين 510، وهم من الفئات العمرية (50-54) سنة أي بنسبة 23%، تلاها الفئة العمرية (45-49) أي بنسبة 21%، وقد بلغ عدد المُرشّحين من فئة 65 سنة خمسة، والفئات العمريّة (30-39) سنة عددهم 65 مُرشحًا بنسبة 14%.
حسب نتائج الانتخابات كان 35% من النّواب بين (50-54) سنة، و23% من النّواب (55-59) سنة، و16% من النّواب من الفئات العمريّة بين (40-44) سنة، كما أنّ 64% من الناجحين في الانتخابات يحملون الدّرجة الجامعية الأولى (البكالوريوس)، والماجستير 9% والدكتوراة 8% والدبلوم 5%، وبلغ نسبة حملة الثّانويّة العامّة 11%، وأقل من الثّانويّة 3%، وقد كان 21% من النواب ممّن عملوا في المؤسسة العسكرية الأردنية، و20% وزراء سابقين، و13% من تخصصات الطب والصيدلة، و13% تجار، و4% أكاديميون، وعدد الحزبيين الفائزين أربعة ونسبة المستقلين 95%.
اقتصر عدد الأحزاب السياسيّة المشاركة في الانتخابات النّيابيّة الأردنيّة لعام 1997م على خمسة من أصل 19، وقاطعتها نصف الأحزاب؛ وهو ما دفع العديد من الأحزاب إلى التشكيك بشرعية النّظام الانتخابيّ، وعزّز أجواء المقاطعة، وشاعت مظاهر التّدخل الرسميّ والاستقطابات العشائريّة، وتمتّعت بقدر محدود من التعددية السياسيّة والحزبيّة، ومثال على ذلك، مُقاطعة الإخوان المسلمين للانتخابات رغم مُشاركتهم بالانتخابات السّابقة، فقد حصلوا على 16 مقعدًا من أصل 80 مقعدًا في الانتخابات النّيابيّة لعام 1993م أي ما يُعادل نسبة 16,1% من مجموع أصوات المقترعين، وفي انتخابات عام 1989م حصلوا على نسبة 15.5% من مجموع أصوات المقترعين، وكانت أبرز مطالبها لإلغاء مقاطعة الانتخابات في عام 1997م هي؛ إلغاء قانون الصّوت الواحد، وإجراء إصلاحات دستوريّة، ومعالجة الأوضاع الاقتصاديّة، وإطلاق الحريّات الشعبيّة، وإيقاف الإجراءات التعسفيّة ضد الأحزاب السّياسيّة، وإلغاء قانون المطبوعات المُؤقّت من أجل الحفاظ على الحريّة والدّيمقراطيّة.
شهدت دائرة عمّان الثّالثة التي تُعدّ دائرة الحيتان انخفاضًا غير مسبوقًا في عدد الأصوات التي حصل عليها نوابها الثّلاثة، إذ حصل علي أبو الراغب الفائز على المركز الأوّل بعدد 4315 صوتًا، وحصل رعد غريب البكري على المركزالثّاني بعدد 1306 صوت، كما حقّق حصل لطفي البرغوثي المركز الثّالث بعدد أصوات 1044 صوتًا، وكان سبب هذا الانخفاض بالدّرجة الأولى هو مُقاطعة الإخوان المسلمين وبعض أحزاب المعارضة؛ احتجاجًا على قانون الصّوت الواحد، لذا عزفت قطاعات واسعة من النّاخبين في دائرة عمان الثّالثة عن الاقتراع، وحققت عدد أصوات مُنخفض مقارنةً بالانتخابات السّابقة،، ففي انتخابات 1993م التي جرت بموجب قانون الصوت الواحد حصل الفائز بالمركز الأول في دائرة عمان الثالثة ابراهيم زيد الكيلاني مُرشح جبهة العمل الإسلامي على 9134 صوتًا، وحصل الفائز بالمركز الثّاني رئيس الوزراء الأسبق طاهر المصري على 8789 صوتًا، كما حقّق الفائز بالمركز الثالث علي أبو الراغب 8162 صوتًا، وفي انتخابات عام 2003م التي جرت أيضًا بموجب قانون الصوت الواحد، حصل الفائز بالمركز الأول زهير أبو الراغب مرشح الحركة الاسلامية على 7891 صوتًا، وحصل الفائز بالمركز الثاني ممدوح العباّدي على 7792 صوتًا، وحقّق الفائز بالمركز الثالث عبد الرحيم ملحس 6009 صوت، أمّا الفائز بالمركز الرابع وهو مروان سلطان حصل على 3717 صوتًا.

## أعضاء المجلس الثّالث عشر
بلغ عدد المجلس النّيابي الثّالث عشر في عام 1997م 80 عضوًا، وترأّس الدّورة العادية الأولى سعد هايل السرور، أمّا الدّورة العاديّة الثّانية والثّالثة والرّابعة كانت برئاسة عبد الهادي عطا الله المجالي، وأعضاء المجلس هم:

### أعضاء المكتب الدّائم للدورة العاديّة الأولى:[5]
- سعد هايل عودة السرور، رئيس المجلس.
- يوسف عبدالله كليب الشريدة، النّائب الأوّل لرئيس المجلس.
- نوّاف فارس عليان الخوالدة، النّائب الثّاني لرئيس المجلس.
- أحمد عودة محارب الحلاحلة العجارمة، مساعد الرئيس.
- رياض أحمد داوود عثمان، مُساعد الرئيس.

### أعضاء المكتب الدّائم للدورة العاديّة الثّانية:[6]
- عبد الهادي عطا لله جعفر المجالي، رئيس المجلس.
- بسّام سلامة موسى حدادين، النّائب الأوّل لرئيس المجلس.
- سامي علي محمد الخصاونة، النائب الثاني لرئيس المجلس.
- محمد حسين سلمي الكوز، مساعد الرئيس.
- أحمد عودة محارب الحلاحلة العجارمة، مساعد الرئيس.

### أعضاء المكتب الدّائم للدورة العاديّة الثّالثة:[7]
- عبد الهادي عطا لله جعفر المجالي، رئيس المجلس.
- بسّام سلامة موسى حدادين، النّائب الأوّل لرئيس المجلس.
- سامي علي محمد الخصاونة، النائب الثاني لرئيس المجلس.
- فواز محمود مفلح الزعبي، مساعد الرئيس.
- أحمد عودة محارب الحلاحلة العجارمة، مساعد الرئيس.

### أعضاء المكتب الدّائم للدورة العاديّة الرّابعة:[8]
- عبد الهادي عطا لله جعفر المجالي، رئيس المجلس.
- خليل حسين خليل عطيه، النّائب الأوّل لرئيس المجلس.
- غازي الدبوبي جراد الفايز، النائب الثاني لرئيس المجلس.
- فواز محمود مفلح الزعبي، مساعد الرئيس.
- مجحم حمد حسين الصقور، مساعد الرئيس.

## اللّجان النّيابيّة
تشكّلت اللّجان النّيابيّة في الدورة العادية الأولى على النّحو التّالي:
| اسم اللجنة                           | نوع اللجنة               | الأعضاء |
| ------------------------------------ | ------------------------ | --- |
| لجنة الطعـون الأولى                  | اللجان المؤقتة           | محمود عواد اسماعيل الخرابشة، رئيس اللجنة. ماجد محمد مصطفى العبابنه، مقرر. |
| لجنة الطعـون الثانية                 | اللجان المؤقتة           | غالب سلامة صالح الزعبي، رئيس اللجنة. خليل حسين خليل عطيه، مقرر. |
| لجنة الطعون الثالثة                  | اللجان المؤقتة           | خالد عبد الكريم سلمان الطراونة، رئيس اللجنة. راشد عوده الراشد البرايسة، مقرر. |
| لجنة الطعون الرابعة                  | اللجان المؤقتة           | أسامة محمد علي الملكاوي، رئيس اللجنة. بدر الكمال العمري، مقرر. |
| لجنة الطعون الخامسة                  | اللجان المؤقتة           | حمد صالح العبدالله أبو زيد، رئيس اللجنة. رعد غريب عبدالرحيم البكري، مقرر. |
| لجنة الرد على خطبة العرش             | لجنة الرد على خطاب العرش | سعد هايل عودة السرور، رئيس اللجنة. فوزي شاكر الطعيمة داود، مقرر. أسامة محمد علي الملكاوي، عضو. أمجد هزاع بركات المجالي، عضو. مخلد عودة ابراهيم الزواهرة، عضو. محمد حسين سلمي الكوز، عضو. نايف خالد محمد مولا، عضو. محمد عبد الله الحمد أبو هديب، عضو. غالب سلامة صالح الزعبي، عضو. عبدالرزاق عبدالقاسم النسور، عضو. عبد الله علي عوده العكايله، عضو.                                            |
| اللجنة القانونية                     | اللجان الدائمة           | غالب سلامة صالح الزعبي، رئيس اللجنة. محمود عواد اسماعيل الخرابشة، مقرر. أسامة محمد علي الملكاوي، عضو. وليد هويمل عبدالعزيز عوجان، عضو. عبد الكريم فيصل ضيف الله الدغمي، عضو. محمد مسلم سلامة الازايدة، عضو. راشد عوده الراشد البرايسة، عضو. محمد عبد الله الحمد أبو هديب، عضو. غازي الدبوبي جراد الفايز، عضو. محمد محمود حامد البطاينة، عضو. عبد الرزاق بديوي اسماعيل طبيشات، عضو.              |
| اللجنة المالية والاقتصادية           | اللجان الدائمة           | علي حسين ابو الراغب، رئيس اللجنة. منير حسني شوماف صوبر، مقرر. محمد موسى عبدالله بني هاني، عضو. سمير فرحان خليل قعوار، عضو. عبدالهادي عطالله جعفر المجالي، عضو. منصور عبد الغني سليمان بن طريف، عضو. عبدالله علي عوده العكايله، عضو. نشأت جريس مسعد حمارنة، عضو. مفلح حمد المنيزل الرحيمي، عضو. رعد غريب عبدالرحيم البكري، عضو. خليل حسين خليل عطيه، عضو.                                        |
| لجنة الشؤون العربية والدولية         | اللجان الدائمة           | عبدالله هارون سحيمان الجازي، رئيس اللجنة. محمد عبد الله الحمد ابو هديب، مقرر. محمد محمود حامد البطاينة، عضو. أمجد هزاع بركات المجالي، عضو. مخلد عودة ابراهيم الزواهرة، عضو. محمد حسين سلمي الكوز، عضو. نايف خالد محمد مولا، عضو. محمد عبد الله الحمد أبو هديب، عضو. غالب سلامة صالح الزعبي، عضو. عبدالرزاق عبدالقاسم النسور، عضو. عبد الله علي عوده العكايله، عضو.                              |
| اللجنة الإدارية                      | اللجان الدائمة           | غازي الدبوبي جراد الفايز، رئيس اللجنة. كامل بدر الكمال العمري، مقرر. عبد الرزاق بديوي اسماعيل طبيشات، عضو. راجي نور السعد حداد، عضو. مخلد عودة ابراهيم الزواهرة، عضو. هاشم عبدالله احمد الواكد، عضو. مجحم حمد حسين الصقور، عضو. عايد عودة عمارة العضايلة، عضو. محمد جميل علي العمرو، عضو. محمد موسى عبدالله بني هاني، عضو. ماجد محمد مصطفى العبابنه، عضو.                                       |
| لجنة التربية والثقافة والشباب        | اللجان الدائمة           | فوزي شاكر الطعيمة داود، رئيس اللجنة. نايف سليمان جراد الهلالات، مقرر. نهى محمود موسى المعايطة، عضو. محمد جميل علي العمرو، عضو. وليد هويمل عبدالعزيز عوجان، عضو. عبدالمجيد محمد محمود الأقطش، عضو. محمد احمد سالم الذويب، عضو. لطفي عبدالله عبداللطيف البرغوثي، عضو. صالح راضي مفلح الجبور، عضو. محمد رأفت سعيد صالح، عضو. عبدالرزاق عبدالقاسم النسور، عضو.                                      |
| لجنة الصحة والبيئة                   | اللجان الدائمة           | محمد حريزي عبدالسلام البدري، رئيس اللجنة. صدقي يوسف محمود الشباطات، مقرر. رضا خليل خوري حداد، عضو. سامي علي محمد الخصاونة، عضو. سلامة احمد فلاح الحياري، عضو. غازي محمد عزام عبيدات، عضو. رياض يوسف عبدالقادر الصرايرة، عضو. نزيه سلامة مرزوق عمارين، عضو. نايف سليمان جراد الهلالات، عضو. عدنان محمد يوسف مرعي، عضو. عبدالرزاق عبدالقاسم النسور، عضو.                                          |
| لجنة الزراعة والمياة                 | اللجان الدائمة           | سلامة احمد فلاح الحياري، رئيس اللجنة. نومان ذيب خلف الغويري، مقرر. ضيف الله فرحان محمد الكعيبر، عضو. علي عبدالله أبو اربيحة، عضو. برجس شاهر صايل الحديد، عضو. حمد صالح العبدالله أبو زيد، عضو. سمير فرحان خليل قعوار، عضو. مجحم حمد حسين الصقور، عضو. عايد عودة عمارة العضايلة، عضو. احمد سليمان داوود آل خطاب، عضو.                                                                            |
| لجنة العمل والتنمية الاجتماعية       | اللجان الدائمة           | حازم عبدالحميد قاسم المومني، رئيس اللجنة. هاشم عبدالله أحمد الواكد، مقرر. رياض يوسف عبدالقادر الصرايرة، عضو. حمود سلمان علاوي الخلايلة، عضو. مخلد عودة ابراهيم الزواهرة، عضو. محمد صالح ذياب العوران، عضو. رضا خليل خوري حداد، عضو. سامي علي محمد الخصاونة، عضو. نايف سليمان جراد الهلالات، عضو. كامل بدر الكمال العمري، عضو.                                                                   |
| لجنة الطاقة والثروة المعدنية         | اللجان الدائمة           | علي عبدالله أبو اربيحة، رئيس اللجنة. حمود سلمان علاوي الخلايلة، مقرر. زياد كمال مصطفى الشويخ، عضو. فواز محمود مفلح الزعبي، عضو. علي حسين ابو الراغب، عضو. رعد غريب عبدالرحيم البكري، عضو. برجس شاهر صايل الحديد، عضو. أسامة محمد علي الملكاوي، عضو. |
| لجنة الخدمات العامة والسياحة والآثار | اللجان الدائمة           | خالد عبدالكريم سلمان الطراونة، رئيس اللجنة. خليل حسين خليل عطيه، مقرر. حمد صالح العبدالله أبو زيد، عضو. نومان ذيب خلف الغويري، عضو. عدنان محمد يوسف مرعي، عضو. صدقي يوسف محمود الشباطات، عضو. فواز محمود مفلح الزعبي، عضو. |
| لجنةالحريات العامة وحقوق المواطنين   | اللجان الدائمة           | محمد مسلم سلامة الازايدة، رئيس اللجنة. عساف عبدربه كايد العساف، مقرر. خالد عبدالكريم سلمان الطراونة، عضو. عبدالله غانم سليمان الزريقات، عضو. منصور سيف الدين مراد سجاجه، عضو. بسام سلامة موسى حدادين، عضو. نشأت جريس مسعد حمارنة، عضو. مفلح حمد المنيزل الرحيمي، عضو. خليل حنا خلف حدادين، عضو. احمد صالح عويدي العبادي، عضو. منير حسني شوماف صوبر، عضو.                                        |
| لجنة فلسطين                          | اللجان الدائمة           | عبدالمجيد محمد محمود الأقطش، رئيس اللجنة. محمد حسين سلمي الكوز، مقرر. محمد احمد سالم الذويب، عضو. لطفي عبدالله عبداللطيف البرغوثي، عضو. عساف عبدربه كايد العساف، عضو. غالب سلامة صالح الزعبي، عضو. عبدالله غانم سليمان الزريقات، عضو منصور سيف الدين مراد سجاجه، عضو. بسام سلامة موسى حدادين، عضو. نهى محمود موسى المعايطة، عضو راشد عوده الراشد البرايسة، عضو. حمادة يوسف حمادة الفراعنة، عضو. |
| لجنة الريف والبادية                  | اللجان الدائمة           | احمد سليمان داوود آل خطاب، رئيس اللجنة. صالح راضي مفلح الجبور، مقرر. نزيه سلامة مرزوق عمارين، عضو. بخيت محمد المنايعة الحجايا، عضو. |

تشكّلت اللّجان النّيابيّة في الدّورة النّيابيّة الثّانية على النحو التّالي:
| اسم اللجنة                           | نوع اللجنة               | الأعضاء |
| لجنة الرد على خطبة العرش             | لجنة الرد على خطاب العرش | عبد الكريم فيصل ضيف الله الدغمي، رئيس اللجنة. أسامة محمد علي الملكاوي، مقرر. أمجد هزاع بركات المجالي، عضو. منصور عبد الغني سليمان بن طريف، عضو. محمد احمد سالم الذويب، عضو. محمد عبد الله الحمد أبو هديب، عضو. عبدالرزاق عبدالقاسم النسور، عضو. محمود عواد اسماعيل الخرابشة، عضو. فوزي شاكر الطعيمة داود، عضو. |
| اللجنة القانونية                     | اللجان الدائمة           | غالب سلامة صالح الزعبي، رئيس اللجنة. محمود عواد اسماعيل الخرابشة، مقرر. أسامة محمد علي الملكاوي، عضو. هاشم عبدالله احمد الواكد، عضو. عبدالله غانم سليمان الزريقات، عضو. محمد مسلم سلامة الازايدة، عضو. راشد عوده الراشد البرايسة، عضو. محمد محمود حامد البطاينة، عضو. عبد الرزاق بديوي اسماعيل طبيشات، عضو. راجي نور السعد حداد، عضو. عبدالرزاق عبدالقاسم النسور، عضو.                                                      |
| اللجنة المالية والاقتصادية           | اللجان الدائمة           | علي حسين ابو الراغب، رئيس اللجنة. منير حسني شوماف صوبر، مقرر. أسامة محمد علي الملكاوي، عضو. سمير فرحان خليل قعوار، عضو. حازم عبدالحميد قاسم المومني، عضو. منصور عبد الغني سليمان بن طريف، عضو. محمد عبد الله الحمد أبو هديب، عضو. نشأت جريس مسعد حمارنة، عضو. مفلح حمد المنيزل الرحيمي، عضو. رعد غريب عبدالرحيم البكري، عضو. خليل حسين خليل عطيه، عضو.                                                                      |
| لجنة الشؤون العربية والدولية         | اللجان الدائمة           | راشد عوده الراشد البرايسة، رئيس اللجنة. نايف خالد محمد مولا، مقرر. محمد عبد الله الحمد ابو هديب، عضو. عبد الرزاق بديوي اسماعيل طبيشات، عضو. أمجد هزاع بركات المجالي، عضو. عايد عودة عمارة العضايلة، عضو. عبدالله هارون سحيمان الجازي، عضو. علي عبدالله ابو اربيحة، عضو. حازم عبدالحميد قاسم المومني، عضو. أحمد محمود سالم عناب، عضو.                                                                                        |
| اللجنة الإدارية                      | اللجان الدائمة           | غازي الدبوبي جراد الفايز، رئيس اللجنة. ضيف الله فرحان محمد الكعيبر، مقرر. صالح راضي مفلح الجبور، عضو. محمد موسى عبدالله بني هاني، عضو. ماجد محمد مصطفى العبابنه، عضو. كامل بدر الكمال العمري، عضو. محمد جميل علي العمرو، عضو. رياض يوسف عبدالقادر الصرايرة، عضو. وليد هويمل عبدالعزيز عوجان، عضو. بخيت محمد المنايعة الحجايا، عضو. نومان ذيب خلف الغويري، عضو.                                                              |
| لجنة التربية والثقافة والشباب        | اللجان الدائمة           | محمد جميل علي العمرو، رئيس اللجنة. نايف سليمان جراد الهلالات، مقرر. نهى محمود موسى المعايطة، عضو. رعد غريب عبدالرحيم البكري، عضو. وليد هويمل عبدالعزيز عوجان، عضو. برجس شاهر صايل الحديد، عضو. محمد احمد سالم الذويب، عضو. لطفي عبدالله عبداللطيف البرغوثي، عضو. منير حسني شوماف صوبر، عضو. محمد رأفت سعيد صالح، عضو. فوزي شاكر الطعيمة داود، عضو. غازي الدبوبي جراد الفايز، عضو.                                           |
| لجنة التوجيه الوطني                  | اللجان الدائمة           | راجي نور السعد حداد، رئيس اللجنة. محمود عواد اسماعيل الخرابشة، مقرر. مخلد عودة ابراهيم الزواهرة، عضو. محمد رأفت سعيد صالح، عضو. غالب سلامة صالح الزعبي، عضو. عبدالمجيد محمد محمود الأقطش، عضو. نايف خالد محمد مولا، عضو. |
| لجنة الصحة والبيئة                   | اللجان الدائمة           | عبد الرزاق عبدالقاسم النسور، رئيس اللجنة. غازي محمد عزام عبيدات، مقرر. يوسف عبدالله كليب الشريدة، عضو. نزيه سلامة مرزوق عمارين، عضو. عبدالله هارون سحيمان الجازي، عضو. منصور سيف الدين مراد سجاجه، عضو. محمد صالح ذياب العوران، عضو. صدقي يوسف محمود الشباطات، عضو. أحمد محمود سالم عناب، عضو. محمد حريزي عبد السلام البدري، عضو. محمد موسى عبدالله بني هاني، عضو.                                                          |
| لجنة الزراعة والمياة                 | اللجان الدائمة           | منصور عبد الغني سليمان بن طريف، رئيس اللجنة. بخيت محمد المنايعة الحجايا، عضو. صدقي يوسف محمود الشباطات، عضو. رياض أحمد داوود عثمان، عضو. برجس شاهر صايل الحديد، عضو. صالح راضي مفلح الجبور، عضو. سلامة أحمد فلاح الحياري، عضو. سمير فرحان خليل قعوار، عضو. مجحم حمد حسين الصقور، عضو. عايد عودة عمارة العضايلة، عضو. |
| لجنة العمل والتنمية الاجتماعية       | اللجان الدائمة           | رياض يوسف عبدالقادر الصرايرة، رئيس اللجنة. كامل بدر الكمال العمري، مقرر. سلامة أحمد فلاح الحياري، عضو. عبد الله غانم سليمان الزريقات، عضو. حمود سلمان علاوي الخلايلة، عضو. |
| لجنة الطاقة والثروة المعدنية         | اللجان الدائمة           | علي عبدالله أبو اربيحة، رئيس اللجنة. نزيه سلامة مرزوق عمارين، مقرر. حمود سلمان علاوي الخلايلة، عضو. نواف فارس عليان الخوالدة، عضو. خليل حنا خلف حدادين، عضو. |
| لجنة الخدمات العامة والسياحة والآثار | اللجان الدائمة           | عدنان محمد يوسف مرعي، رئيس اللجنة. مفلح حمد المنيزل الرحيمي، مقرر. رضا خليل خوري حداد، عضو. منصور سيف الدين مراد سجاجه، عضو. حمد صالح العبدالله أبو زيد، عضو. أحمد صالح عويدي العبادي، عضو. هاشم عبدالله احمد الواكد، عضو. خالد عبدالكريم سلمان الطراونة، عضو. |
| لجنةالحريات العامة وحقوق المواطنين   | اللجان الدائمة           | محمد مسلم سلامة الازايدة، رئيس اللجنة. عساف عبدربه كايد العساف، مقرر. ماجد محمد مصطفى العبابنه، عضو. عبدالله غانم سليمان الزريقات، عضو. مجحم حمد حسين الصقور، عضو. خالد عبدالكريم سلمان الطراونة، عضو. ضيف الله فرحان محمد الكعيبر، عضو. خليل حسين خليل عطيه، عضو. حمادة يوسف حمادة الفراعنة، عضو. لطفي عبدالله عبداللطيف البرغوثي، عضو. خليل حنا خلف حدادين، عضو. نشأت جريس مسعد حمارنة، عضو. نهى محمود موسى المعايطة،عضو. |
| لجنة فلسطين                          | اللجان الدائمة           | عبدالمجيد محمد محمود الأقطش، رئيس اللجنة. عدنان محمد يوسف مرعي، مقرر. محمد احمد سالم الذويب، عضو. يوسف عبدالله كليب الشريدة، عضو. عساف عبدربه كايد العساف، عضو. امجد هزاع بركات المجالي، عضو. رياض احمد داوود عثمان، عضو حمادة يوسف حمادة الفراعنة، عضو. احمد سليمان داوود آل خطاب، عضو. مخلد عودة ابراهيم الزواهرة، عضو |
| لجنة الريف والبادية                  | اللجان الدائمة           | حمود سلمان علاوي الخلايلة، رئيس اللجنة. نومان ذيب خلف الغويري، مقرر. حمد صالح العبدالله ابو زيد، عضو. أحمد صالح عويدي العبادي، عضو. |

تشكّلت اللّجان النّيابيّة في الدّورة النّيابيّة الثّالثة على النحو التّالي:
| اسم اللجنة                           | نوع اللجنة               | الأعضاء |
| لجنة الرد على خطبة العرش             | لجنة الرد على خطاب العرش | عبدالرزاق عبدالقاسم النسور، رئيس اللجنة. أسامة محمد علي الملكاوي، مقرر. عايد عودة عمارة العضايلة، عضو. وليد هويمل عبدالعزيز عوجان، عضو. منصور سيف الدين مراد سجاجه، عضو. محمد حسين سلمي الكوز، عضو. محمد احمد سالم الذويب، عضو. نايف خالد محمد مولا، عضو. محمد عبد الله الحمد أبو هديب، عضو. أحمد صالح عويدي العبادي، عضو. غالب سلامة صالح الزعبي، عضو. محمود عواد اسماعيل الخرابشة، عضو. فوزي شاكر الطعيمة داود، عضو. |
| اللجنة القانونية                     | اللجان الدائمة           | غالب سلامة صالح الزعبي، رئيس اللجنة. محمود عواد اسماعيل الخرابشة، مقرر. أسامة محمد علي الملكاوي، عضو. نومان ذيب خلف الغويري، عضو. عبد الكريم فيصل ضيف الله الدغمي، عضو. محمد مسلم سلامة الازايدة، عضو. راشد عوده الراشد البرايسة، عضو. رعد غريب عبدالرحيم البكري، عضو. منير حسني شوماف صوبر، عضو. غازي الدبوبي جراد الفايز، عضو. عبد الرزاق بديوي اسماعيل طبيشات، عضو.                                                 |
| اللجنة المالية                       | اللجان الدائمة           | علي حسين ابو الراغب، رئيس اللجنة. منير حسني شوماف صوبر، مقرر. أسامة محمد علي الملكاوي، عضو. سمير فرحان خليل قعوار، عضو. حازم عبدالحميد قاسم المومني، عضو. زياد كمال مصطفى الشويخ، عضو. نشأت جريس مسعد حمارنة، عضو. حمود سلمان علاوي الخلايلة، عضو. رعد غريب عبدالرحيم البكري، عضو. خليل حسين خليل عطيه، عضو. |
| لجنة الشؤون العربية والدولية         | اللجان الدائمة           | احمد محمود سالم عناب، رئيس اللجنة. علي عبدالله ابو اربيحة، مقرر. خليل حنا خلف حدادين، عضو. محمد عبد الله الحمد ابو هديب، عضو. سلامة احمد فلاح الحياري، عضو. خالد عبدالكريم سلمان الطراونة، عضو. عايد عودة عمارة العضايلة، عضو. رياض يوسف عبدالقادر الصرايرة، عضو. عبدالله غانم سليمان الزريقات، عضو. عبدالله هارون سحيمان الجازي، عضو. عبد الكريم فيصل ضيف الله الدغمي، عضو.                                           |
| اللجنة الإدارية                      | اللجان الدائمة           | كامل بدر الكمال العمري، رئيس اللجنة. ضيف الله فرحان محمد الكعيبر، مقرر. ماجد محمد مصطفى العبابنه، عضو. راجي نور السعد حداد، عضو. هاشم عبدالله احمد الواكد، عضو. مخلد عودة ابراهيم الزواهرة، عضو. |
| لجنة التربية والثقافة والشباب        | اللجان الدائمة           | محمد أحمد سالم الذويب، رئيس اللجنة. نايف سليمان جراد الهلالات، مقرر. بخيت محمد المنايعة الحجايا، عضو. منصور سيف الدين مراد سجاجه، عضو. محمد حريزي عبدالسلام البدري، عضو. صالح راضي مفلح الجبور، عضو. محمد موسى عبدالله بني هاني، عضو. راجي نور السعد حداد، عضو. عبدالرزاق عبدالقاسم النسور، عضو. أمجد هزاع بركات المجالي، عضو. محمد جميل علي العمرو، عضو.                                                              |
| لجنة التوجيه الوطني                  | اللجان الدائمة           | محمود عواد اسماعيل الخرابشة، رئيس اللجنة. مخلد عودة ابراهيم الزواهرة، مقرر. صدقي يوسف محمود الشباطات، عضو. نهى محمود موسى المعايطة، عضو. عبدالله غانم سليمان الزريقات، عضو. وليد هويمل عبدالعزيز عوجان، عضو. عبد المجيد محمد محمود الأقطش، عضو. لطفي عبدالله عبداللطيف البرغوثي، عضو. نايف خالد محمد مولا، عضو. حمد صالح العبدالله أبو زيد، عضو. محمد عبد الله الحمد ابو هديب، عضو. عبدالرزاق عبدالقاسم النسور، عضو.   |
| لجنة الصحة والبيئة                   | اللجان الدائمة           | صدقي يوسف محمود الشباطات، رئيس اللجنة. نايف سليمان جراد الهلالات، مقرر. احمد محمود سالم عناب، عضو. رضا خليل خوري حداد، عضو. محمد حريزي عبدالسلام البدري، عضو. نهى محمود موسى المعايطة، عضو. راشد عوده الراشد البرايسة، عضو. لطفي عبدالله عبداللطيف البرغوثي، عضو. محمد محمود حامد البطاينة، عضو. غازي محمد عزام عبيدات، عضو. أمجد هزاع بركات المجالي، عضو. نزيه سلامة مرزوق عمارين، عضو.                               |
| لجنة الزراعة والمياة                 | اللجان الدائمة           | سلامة احمد فلاح الحياري، رئيس اللجنة. مجحم حمد حسين الصقور، عضو. عايد عودة عمارة العضايلة، عضو. منصور عبد الغني سليمان بن طريف، عضو. احمد سليمان داوود آل خطاب، عضو. بخيت محمد المنايعة الحجايا، عضو. رياض احمد داوود عثمان، عضو. مفلح حمد المنيزل الرحيمي، عضو. برجس شاهر صايل الحديد، عضو. غازي الدبوبي جراد الفايز، عضو.                                                                                            |
| لجنة العمل والتنمية الاجتماعية       | اللجان الدائمة           | رياض يوسف عبدالقادر الصرايرة، رئيس اللجنة. نومان ذيب خلف الغويري، مقرر. نواف فارس عليان الخوالدة، عضو. خليل حسين خليل عطيه، عضو. محمد حسين سلمي الكوز، عضو. ماجد محمد مصطفى العبابنه، عضو. صالح أحمد شعواطة، عضو. كامل بدر الكمال العمري، عضو. مجحم حمد حسين الصقور، عضو. |
| لجنة الطاقة والثروة المعدنية         | اللجان الدائمة           | سمير فرحان خليل قعوار، رئيس اللجنة. علي عبدالله أبو اربيحة، مقرر. محمد جميل علي العمرو، عضو. علي حسين أبو الراغب، عضو. برجس شاهر صايل الحديد، عضو. محمد موسى عبدالله بني هاني، عضو. ماجد محمد مصطفى العبابنه، عضو. |
| لجنة الخدمات العامة والسياحة والآثار | اللجان الدائمة           | خالد عبدالكريم سلمان الطراونة، رئيس اللجنة. عدنان محمد يوسف مرعي، مقرر. مفلح حمد المنيزل الرحيمي، عضو. حازم عبدالحميد قاسم المومني، عضو. حمد صالح العبدالله ابو زيد، عضو. عبد الرزاق بديوي اسماعيل طبيشات، عضو. هاشم عبدالله احمد الواكد، عضو. منصور عبد الغني سليمان بن طريف، عضو. نزيه سلامة مرزوق عمارين، عضو. أحمد سليمان داوود آل خطاب، عضو. عبدالله هارون سحيمان الجازي، عضو.                                    |
| لجنةالحريات العامة وحقوق المواطنين   | اللجان الدائمة           | غازي محمد عزام عبيدات، رئيس اللجنة. عساف عبدربه كايد العساف، مقرر. محمد محمود حامد البطاينة، عضو. حمادة يوسف حمادة الفراعنة، عضو. محمد حسين سلمي الكوز، عضو. خليل حنا خلف حدادين، عضو. نواف فارس عليان الخوالدة، عضو. محمد مسلم سلامة الأزايدة، عضو. |
| لجنة فلسطين                          | اللجان الدائمة           | حمادة يوسف حمادة الفراعنة، رئيس اللجنة. عبدالمجيد محمد محمود الأقطش، مقرر. محمد أحمد سالم الذويب، عضو. صالح احمد شعواطة، عضو. عساف عبدربه كايد العساف، عضو. حمود سلمان علاوي الخلايلة، عضو. عدنان محمد يوسف مرعي، عضو منصور سيف الدين مراد سجاجه، عضو. رياض احمد داوود عثمان، عضو. |
| لجنة الريف والبادية                  | اللجان الدائمة           | ضيف الله فرحان محمد الكعيبر، رئيس اللجنة. صالح راضي مفلح الجبور، عضو. أحمد صالح عويدي العبادي، عضو. |

تشكّلت اللجان النّيابيّة في الدّورة العاديّة الرّابعة على النّحو التّالي:
| اسم اللجنة                           | نوع اللجنة               | الأعضاء |
| لجنة الرد على خطبة العرش             | لجنة الرد على خطاب العرش | منصور عبد الغني سليمان بن طريف، رئيس اللجنة. محمد أحمد سالم الذويب، مقرر. أمجد هزاع بركات المجالي، عضو. محمد عبد الله الحمد أبو هديب، عضو. غالب سلامة صالح الزعبي، عضو. سلامة أحمد فلاح الحياري، عضو. فوزي شاكر الطعيمة داود، عضو. أسامة محمد علي الملكاوي، عضو. حمود سلمان علاوي الخلايلة، عضو. محمد صالح ذياب العوران، عضو. محمد مسلم سلامة الازايدة، عضو.                                           |
| اللجنة القانونية                     | اللجان الدائمة           | غالب سلامة صالح الزعبي، رئيس اللجنة. راجي نور السعد حداد، مقرر. محمود عواد اسماعيل الخرابشة، عضو. أسامة محمد علي الملكاوي، عضو. وليد هويمل عبدالعزيز عوجان، عضو. عبد الكريم فيصل ضيف الله الدغمي، عضو. نواف فارس عليان الخوالدة، عضو. محمد مسلم سلامة الأزايدة، عضو. راشد عوده الراشد البرايسة، عضو. أحمد صالح عويدي العبادي، عضو. عساف عبدربه كايد العساف، عضو. عبد الرزاق بديوي اسماعيل طبيشات، عضو. |
| اللجنة المالية والاقتصادية           | اللجان الدائمة           | سمير فرحان خليل قعوار، رئيس اللجنة. منير حسني شوماف صوبر، مقرر. سلامة احمد فلاح الحياري، عضو. محمد حسين سلمي الكوز، عضو. محمد عبد الله الحمد ابو هديب، عضو. أسامة محمد علي الملكاوي، عضو. نشأت جريس مسعد حمارنة، عضو. حازم عبدالحميد قاسم المومني، عضو. مفلح حمد المنيزل الرحيمي، عضو. زياد كمال مصطفى الشويخ، عضو.                                                                                    |
| لجنة الشؤون العربية والدولية         | اللجان الدائمة           | أحمد محمود سالم عناب، رئيس اللجنة. خليل حنا خلف حدادين، مقرر. سامي علي محمد الخصاونة، عضو. فوزي شاكر الطعيمة داود، عضو. خالد عبدالكريم سلمان الطراونة، عضو. عايد عودة عمارة العضايلة، عضو. عبدالله غانم سليمان الزريقات، عضو. نزيه سلامة مرزوق عمارين، عضو. حمود سلمان علاوي الخلايلة، عضو. رضا خليل خوري حداد، عضو. راشد عوده الراشد البرايسة، عضو.                                                   |
| اللجنة الإدارية                      | اللجان الدائمة           | كامل بدر الكمال العمري، رئيس اللجنة. ضيف الله فرحان محمد الكعيبر، مقرر. ماجد محمد مصطفى العبابنه، عضو. محمد جميل علي العمرو، عضو. يوسف عبدالله كليب الشريدة، عضو. هاشم عبدالله أحمد الواكد، عضو. |
| لجنة التربية والثقافة والشباب        | اللجان الدائمة           | محمد احمد سالم الذويب، رئيس اللجنة. نومان ذيب خلف الغويري، مقرر. عبدالمجيد محمد محمود الأقطش، عضو. محمد موسى عبدالله بني هاني، عضو. راجي نور السعد حداد، عضو. محمد رأفت سعيد صالح، عضو. فوزي شاكر الطعيمة داود، عضو. يوسف عبدالله كليب الشريدة، عضو. محمد جميل علي العمرو، عضو. نايف سليمان جراد الهلالات، عضو. بخيت محمد المنايعة الحجايا، عضو.                                                       |
| لجنة التوجيه الوطني                  | اللجان الدائمة           | محمود عواد اسماعيل الخرابشة، رئيس اللجنة. رياض احمد داوود عثمان، عضو. زياد كمال مصطفى الشويخ، عضو. نهى محمود موسى المعايطة، عضو. لطفي عبدالله عبداللطيف البرغوثي، عضو. محمد عبد الله الحمد أبو هديب، عضو. رياض يوسف عبدالقادر الصرايرة، عضو. وليد هويمل عبدالعزيز عوجان، عضو. مخلد عودة ابراهيم الزواهرة، عضو.                                                                                         |
| لجنة الصحة والبيئة                   | اللجان الدائمة           | صدقي يوسف محمود الشباطات، رئيس اللجنة. منصور سيف الدين مراد سجاجه، مقرر. بسام سلامة موسى حدادين، عضو. أحمد محمود سالم عناب، عضو. رضا خليل خوري حداد، عضو. محمد حريزي عبدالسلام البدري، عضو. صالح راضي مفلح الجبور، عضو. محمد محمود حامد البطاينة، عضو. غازي محمد عزام عبيدات، عضو. نزيه سلامة مرزوق عمارين، عضو. نايف سليمان جراد الهلالات، عضو.                                                       |
| لجنة الزراعة والمياة                 | اللجان الدائمة           | سلامة أحمد فلاح الحياري، رئيس اللجنة. عايد عودة عمارة العضايلة، عضو. أحمد سليمان داوود آل خطاب، عضو. بخيت محمد المنايعة الحجايا، عضو. نومان ذيب خلف الغويري، عضو. علي عبدالله أبو اربيحة، عضو. سمير فرحان خليل قعوار، عضو. برجس شاهر صايل الحديد، عضو. حمد صالح العبدالله أبو زيد، عضو. أحمد عودة محارب الحلاحلة العجارمة، عضو.                                                                        |
| لجنة العمل والتنمية الاجتماعية       | اللجان الدائمة           | رياض يوسف عبدالقادر الصرايرة، رئيس اللجنة. كامل بدر الكمال العمري، مقرر. عبدالله هارون سحيمان الجازي، عضو. محمد موسى عبدالله بني هاني، عضو. ماجد محمد مصطفى العبابنه، عضو. |
| لجنة الطاقة والثروة المعدنية         | اللجان الدائمة           | علي عبدالله أبو اربيحة، رئيس اللجنة. مخلد عودة ابراهيم الزواهرة، مقرر. برجس شاهر صايل الحديد، عضو. أمجد هزاع بركات المجالي، عضو. |
| لجنة الخدمات العامة والسياحة والآثار | اللجان الدائمة           | مفلح حمد المنيزل الرحيمي، رئيس اللجنة. عدنان محمد يوسف مرعي، مقرر. نواف فارس عليان الخوالدة، عضو. منصور سيف الدين مراد سجاجه، عضو. حمد صالح العبدالله أبو زيد، عضو. محمد حريزي عبدالسلام البدري، عضو. عبد الرزاق بديوي اسماعيل طبيشات، عضو. هاشم عبدالله أحمد الواكد، عضو. أحمد سليمان داوود آل خطاب، عضو. عبدالله هارون سحيمان الجازي، عضو.                                                           |
| لجنة الحريات العامة وحقوق المواطنين  | اللجان الدائمة           | محمد مسلم سلامة الازايدة، رئيس اللجنة. عساف عبدربه كايد العساف، مقرر. منير حسني شوماف صوبر، عضو. صالح راضي مفلح الجبور، عضو. غازي محمد عزام عبيدات، عضو. خالد عبدالكريم سلمان الطراونة، عضو. حمادة يوسف حمادة الفراعنة، عضو. لطفي عبدالله عبداللطيف البرغوثي، عضو. خليل حنا خلف حدادين، عضو. احمد صالح عويدي العبادي، عضو. أحمد عودة محارب الحلاحلة العجارمة، عضو. نهى محمود موسى المعايطة،عضو.        |
| لجنة فلسطين                          | اللجان الدائمة           | عبدالمجيد محمد محمود الأقطش، رئيس اللجنة. عدنان محمد يوسف مرعي، مقرر. محمد أحمد سالم الذويب، عضو. صالح احمد شعواطة، عضو. محمد رأفت سعيد صالح، عضو. سامي علي محمد الخصاونة، عضو. رياض أحمد داوود عثمان، عضو حمادة يوسف حمادة الفراعنة، عضو. عبدالله غانم سليمان الزريقات، عضو. محمد حسين سلمي الكوز، عضو                                                                                                |
| لجنة الريف والبادية                  | اللجان الدائمة           | ضيف الله فرحان محمد الكعيبر، رئيس اللجنة. صدقي يوسف محمود الشباطات، مقرر. صالح راضي مفلح الجبور، عضو. |